# Забір'я (Логойський район)
Забір'я (біл. вёска Заборье) — село (веска) в складі Логойського району розташоване в Мінській області Білорусі, підпорядковане Околовській сільській раді.
Село Забір'я розташоване в центральних районах Білорусі, у північній частині Мінської області.